# CONCACAF Caribbean Club Shield 2021
La CONCACAF Caribbean Club Shield 2021 iba a ser la cuarta edición de este campeonato regional de clubes con ligas emergentes, en el que participaban clubes campeones de las asociaciones miembro de la Unión Caribeña de Fútbol como torneo clasificatorio para acudir a la Liga Concacaf 2021.
El torneo estaba originalmente programado para jugarse en Curazao entre el 23 de abril y el 2 de mayo de 2021. Sin embargo, CONCACAF decidió a principios de abril posponer el torneo debido a la pandemia de COVID-19 en Curazao. Finalmente el torneo fue cancelado, y varios equipos originalmente clasificados para participar en éste torneo, fueron transferidos al Campeonato de Clubes de la CFU 2021 ampliado.
Robinhood, habiendo ganado el título en 2019, son los campeones defensores, ya que la edición de 2020 fue cancelada debido a la pandemia de COVID-19 y el título no fue otorgado.

## Participantes
Entre las 31 asociaciones miembro de la CFU, 27 de ellas fueron clasificadas como ligas no profesionales y cada una puede ingresar a un equipo en el campeonato. Un total de 14 equipos (de 14 asociaciones) ingresaron a la CONCACAF Caribbean Club Shield 2021.
Después de la cancelación del torneo, 12 de los 14 equipos fueron transferidos al Campeonato de Clubes de la CFU 2021 ampliado. En negrita los equipos transferidos.
| País                         | Equipo                | Método de clasificación                                        |
| ---------------------------- | --------------------- | -------------------------------------------------------------- |
| Aruba                        | Racing Club Aruba     | TBD                                                            |
| Bonaire                      | Real Rincón           | TBD                                                            |
| Curazao                      | Scherpenheuvel        | Campeón de la Sekshon Pagá 2019-20                             |
| Dominica                     | South East United     | Campeón de la Campeonato de fútbol de Dominica 2020            |
| Guadalupe                    | Gosier                | Campeón de la División de Honor de Guadalupe 2019-20           |
| Guayana Francesa             | Olympique de Cayenne  | Campeón del Campeonato Nacional de la Guayana Francesa 2019-20 |
| Guyana                       | Fruta Conquerors      | Campeón de la GFF Elite League 2020                            |
| Martinica                    | Samaritaine           | Campeón del Campeonato Nacional de Martinica 2019-20           |
| Puerto Rico                  | Metropolitan FA       | TBD                                                            |
| San Cristóbal y Nieves       | St Paul's United      | Campeón de la SKNFA Superliga 2019-20                          |
| San Vicente y las Granadinas | Hope International FC | Campeón de la SVGFF Premier Division 2019-20                   |
| Santa Lucía                  | Platinum FC           | Campeón de la Primera División de Santa Lucía 2020             |
| San Martín                   | Flames United         | Campeón del Campeonato de fútbol de Sint Maarten 2020          |
| Surinam                      | Inter Moengotapoe     | TBD                                                            |

Asociaciones que no enviaron equipo
- Anguila
- Antigua y Barbuda
- Bahamas
- Barbados
- Bermudas
- Islas Vírgenes Británicas
- Islas Caimán
- Cuba
- Granada
- Montserrat
- San Martín
- Islas Turcas y Caicos
- Islas Vírgenes de los Estados Unidos

## Sedes
Originalmente los partidos se iban a jugar en el Ergilio Hato Stadium y el FFK Stadium en Willemstad.

## Fase de grupos

### Grupo A
| Pos. | Equipo             | Pts. | PJ | G | E | P | GF | GC | Dif. | Clasificación |
| ---- | ------------------ | ---- | -- | - | - | - | -- | -- | ---- | ------------- |
| 1    | Scherpenheuvel (H) | 0    | 0  | 0 | 0 | 0 | 0  | 0  | 0    | Semifinales   |
| 2    | Flames United      | 0    | 0  | 0 | 0 | 0 | 0  | 0  | 0    |               |
| 3    | Real Rincon        | 0    | 0  | 0 | 0 | 0 | 0  | 0  | 0    |               |
| 4    | Platinum FC        | 0    | 0  | 0 | 0 | 0 | 0  | 0  | 0    |               |

 Fuente: CONCACAF
| 23 de abril de 2021 | Flames United | vs. | Real Rincon | Ergilio Hato Stadium, Willemstad |  |

| 23 de abril de 2021 | Scherpenheuvel | vs. | Platinum FC | Ergilio Hato Stadium, Willemstad |  |

| 25 de abril de 2021 | Scherpenheuvel | vs. | Real Rincon | FFK Stadium, Willemstad |  |

| 25 de abril de 2021 | Flames United | vs. | Platinum FC | FFK Stadium, Willemstad |  |

| 27 de abril de 2021 | Scherpenheuvel | vs. | Flames United | Ergilio Hato Stadium, Willemstad |  |

| 27 de abril de 2021 | Real Rincon | vs. | Platinum FC |  |  |

### Grupo B
| Pos. | Equipo               | Pts. | PJ | G | E | P | GF | GC | Dif. | Clasificación |
| ---- | -------------------- | ---- | -- | - | - | - | -- | -- | ---- | ------------- |
| 1    | Gosier               | 0    | 0  | 0 | 0 | 0 | 0  | 0  | 0    | Semifinales   |
| 2    | Olympique de Cayenne | 0    | 0  | 0 | 0 | 0 | 0  | 0  | 0    |               |
| 3    | Samaritaine          | 0    | 0  | 0 | 0 | 0 | 0  | 0  | 0    |               |
| 4    | South East           | 0    | 0  | 0 | 0 | 0 | 0  | 0  | 0    |               |

 Fuente: CONCACAF
| 23 de abril de 2021 | Olympique de Cayenne | vs. | Samaritaine | FFK Stadium, Willemstad |  |

| 23 de abril de 2021 | Gosier | vs. | South East | FFK Stadium, Willemstad |  |

| 25 de abril de 2021 | Gosier | vs. | Samaritaine | Ergilio Hato Stadium, Willemstad |  |

| 25 de abril de 2021 | Olympique de Cayenne | vs. | South East | Ergilio Hato Stadium, Willemstad |  |

| 27 de abril de 2021 | Gosier | vs. | Olympique de Cayenne | Ergilio Hato Stadium, Willemstad |  |

| 27 de abril de 2021 | Samaritaine | vs. | South East | FFK Stadium, Willemstad |  |

### Grupo C
| Pos. | Equipo             | Pts. | PJ | G | E | P | GF | GC | Dif. | Clasificación |
| ---- | ------------------ | ---- | -- | - | - | - | -- | -- | ---- | ------------- |
| 1    | Hope International | 0    | 0  | 0 | 0 | 0 | 0  | 0  | 0    | Semifinales   |
| 2    | Racing Club Aruba  | 0    | 0  | 0 | 0 | 0 | 0  | 0  | 0    |               |
| 3    | Fruta Conquerors   | 0    | 0  | 0 | 0 | 0 | 0  | 0  | 0    |               |

 Fuente: CONCACAF
| 23 de abril de 2021 | Fruta Conquerors | vs. | Hope International | Ergilio Hato Stadium, Willemstad |  |

| 25 de abril de 2021 | Hope International | vs. | Racing Club Aruba | Ergilio Hato Stadium, Willemstad |  |

| 27 de abril de 2021 | Racing Club Aruba | vs. | Fruta Conquerors | Ergilio Hato Stadium, Willemstad |  |

### Grupo D
| Pos. | Equipo            | Pts. | PJ | G | E | P | GF | GC | Dif. | Clasificación |
| ---- | ----------------- | ---- | -- | - | - | - | -- | -- | ---- | ------------- |
| 1    | St. Paul's United | 0    | 0  | 0 | 0 | 0 | 0  | 0  | 0    | Semifinales   |
| 2    | Metropolitan      | 0    | 0  | 0 | 0 | 0 | 0  | 0  | 0    |               |
| 3    | Inter Moengotapoe | 0    | 0  | 0 | 0 | 0 | 0  | 0  | 0    |               |

 Fuente: CONCACAF
| 23 de abril de 2021 | Inter Moengotapoe | vs. | St. Paul's United | FFK Stadium, Willemstad |  |

| 25 de abril de 2021 | St. Paul's United | vs. | Metropolitan | FFK Stadium, Willemstad |  |

| 27 de abril de 2021 | Metropolitan | vs. | Inter Moengotapoe | FFK Stadium, Willemstad |  |

## Cancelación
Luego de que el torneo fuera cancelado por la pandemia de COVID-19, 9 de los 14 equipos participantes pasaron a jugar en el Campeonato de Clubes de la CFU 2021. Inicialmente serían 11 los equipos que participarían, pero Racing Club Aruba (Aruba), South East (Dominica) y Platinum FC (Santa Lucía) desistieron de participar, mientras que el Hope International (San Vicente y las Granadinas) sí participaría.